# Carolina Abril
Carolina Abril (Santa Cruz de Tenerife; 19 de juliol de 1992) és una exactriu pornogràfica i streamer espanyola.
Va començar en la indústria pornogràfica als 18 anys d'edat, quan es va presentar al seu primer càsting. També va treballar per al cineasta porno espanyol Torbe en la seva pàgina Putalocura. En 2013 va guanyar el xou en línia eròtic de La Mansión de Nacho, que dirigia l'actor i director Nacho Vidal.
Des dels seus començaments, ha treballat per a estudis del sector com Evil Angel, Girlfriends Films, Brazzers, Lust Films o Private. En 2014 i 2016 va rebre sengles nominacions en els Premis XBIZ en la categoria d'Artista femenina estrangera de l'any. Al desembre de l'any 2015, Carolina va ser portada de la revista Interviú en el seu número 2069.
Sobre la seva sexualitat, en diverses entrevistes Carolina Abril s'autodenomina com pansexual. Al novembre de 2020 va anunciar a través de la plataforma Twitch, i posteriorment per les seves xarxes socials, que es retirava de la indústria del cinema per a adults. Fins a aquest anunci, Abril havia participat en més de 130 pel·lícules com a actriu.